# アドヴァンスド・エンジン・リサーチ
アドヴァンスド・エンジン・リサーチ ( Advanced Engine Research、 「AER」の略語で一般には知られる ) は、イングランドのエセックス州バジルドンに本社を置く、レーシングエンジンの製造メーカーである。

## 概要
1997年の設立後、AERはスポーツカー、プロトタイプレーシングカー、ラリー、ツーリングカー、フォーミュラカーなどの知名度の高い国際レースのシリーズで、多くの優れたレーシングエンジンを開発してきた。AERは、ロードカー・プラットフォームの派生エンジンを設計してきたが、設計が白紙の状態（AERが手を加える前）のエンジンに比べて、電子制御式ターボの機能を強化していることをAER製エンジンの持ち味としている。AER製エンジンは、ル・マン24時間レース、FIA 世界耐久選手権（WEC）、ヨーロピアン・ル・マン・シリーズ（ELMS）、ユナイテッド・スポーツカー選手権、GP3、イギリスツーリングカー選手権（BTCC）、ワールドシリーズ・バイ・ニッサン、ワールドシリーズ・バイ・ルノー、ダカール・ラリー及びFIAの後援するスポーツカー選手権といったレースで使用されている。マツダ、フォード、現代自動車、MG/ローバー、日産、トヨタといった多くの自動車メーカーの車に搭載されて活躍している。2012年に、AERはF1のターボ・テスト用エンジンを開発製造し、同年7月には2013年から2016年シーズンまでのGP3シリーズのエンジン・サプライヤーに選ばれている。

## 製品
AERは、設計と解析、製造、エンジン組立及びテストを含む顧客の為の技術サービスを幅広く提供している。AERはまた、兄弟会社の「ライフレーシング（LifeRacing）」製の電子機器と同様のサポートを、レースの週末に技術者とスタッフの人員のフル・パッケージで提供している。ライフレーシングは、ECU、ドライブ・バイ・ワイアー・コントローラ及び付属電子機器といった自社内製化したハードウェアとソフトウェアを開発しており、レース活動に加えて航空宇宙産業も請け負っている。
AERは、様々なエンジン技術、とりわけターボ化したレーシング・エンジンのノウハウに通じている。CATIA V5を全てのコンポーネントの設計作業に使われており、具体的には5軸加工の社内試作用マシンの部門とエンジン試験用の一時的動力計装置で使用される。
同社は、レースに参戦するマニュファクチャラーに、電子制御の機能を用いた精巧なエンジンを開発して提供することを目指して設立された。エンジン設計の電気的側面と機械的側面を統合させるという手法は評価されて、1997年のイギリスツーリングカー選手権（BTCC）における日産との最初の契約に繋がった。AERは6ヶ月でエンジンを作り上げた。1997年以降、AERは多くの異なるエンジン群をカスタマーに開発し続けている。

### SR20
ロード・カー用の直列4気筒ガソリンエンジンの日産・SRエンジンの進化型としてチューンされ、スーパー・ツーリングのレギュレーションに適合させる形で日産・プリメーラを使用するレイ・マロック社のチームの車に搭載されて、1997年から1999年のBTCCに出走し、1998年と1999年のマニュファクチャラー・タイトルを獲得し、ローラン・アイエッロが1999年のドライバーズ・タイトルを獲得している。
そのエンジンは、スウェーデンツーリングカー選手権でクロフォード・レーシング・日産チームにおいても使用され、2000年にトミー・ルスタードがドライバーズ・タイトルを獲得している。

### P25
AERの3.5リッターV6のP25エンジンは、「日産・フェアレディZ Z33」に搭載されていたVQ35エンジンをベースとしている。元々はニッサン・ワールドシリーズで使用していたものを広範囲に再設計して手を加えたエンジンである。その変更点は、特注のドライサンプの改装、ピストン、コネクティングロッド、カムシャフト及びバルブギアに至る。P25は、フォーミュラカーやスポーツカーで使用され、500HPの出力を誇る。

### P14
AERのP14は、V6の日産・VQエンジンをベースに開発された。FIA スポーツカー選手権のSR2カテゴリーに参戦するスポーツカーで使用できるようFIAよりホモロゲーションを受けた。このエンジンは、最大排気量3.0リッターで市販車のエンジンをベースとするSR2カテゴリーの規定に沿って製造された。

### P03/07
2000年に作られたP03は、AER初の完全新設計のエンジンで、ル・マン24時間レースに挑戦するMGローバーの為に開発された。1年後AERはカスタマーエンジンとしてP03をP07に改良した。P07は2.0リッターの直列4気筒に1基のギャレット・エアリサーチ製ターボを備え、パワーは初期の時点で500HPを超え、2003年までに550HPに至っている。2007年までの間、アメリカン・ル・マン・シリーズ（ALMS）やル・マン・シリーズ及びル・マン24時間レースのLMP2クラスで活躍した。2003年のALMSで、ダイソン・レーシングは、AER製エンジンを搭載したMG-ローラ・EX257で、LMP675クラスのチームとドライバーズ（クリス・ダイソン）タイトルを獲得した。

### P32T
2006年に発表した新型P32Tエンジンで、AERはル・マン・プロトタイプ（LMP）のトップ・カテゴリーに挑むことになった。P32T は、LMP1クラス専用設計であり、75度のV8ツインターボで、2006年と2007年の初期モデルでは3.6リッターで、2008年に4.0リッターにアップグレードされている。2基のギャレット・エアリサーチ製ターボは650HP以上の出力をアシストしている。自然吸気型の別モデルであるP32は、3.4リッターから4.2リッターまでの排気量に対応して設計され、3.4リッターのモデルに関しては2011年のLMP1のレギュレーションに沿って設計されている。P32Tエンジンの計画は、ダイソン・レーシングとAERとの話し合いから生まれたもので、最初のシーズンでは、多くのポールポジションを獲得しているように、その信頼性が高さと速さを見せている。エンジンは、ル・マン24時間レースやELMS、ALMSのレースで戦うLMP1カーに搭載された。
エンジンは、F1のテクノロジーを用いたサイズと重量から成る完全新設計で、わずか114kgの重量となっている。
2006年に、ALMSでアメリカのダイソン・レーシングと、ヨーロッパのル・マンシリーズでチェンバレン＝シナジー・モータースポーツがP32Tを使用していたが、2007年は、ル・マンシリーズでクラージュ・コンペティションがカスタマーとなり、ALMSではチーム・サイトスポーツがAER製エンジンを搭載したダイソン・レーシングの前年度マシンで走っている。2008年は、インタースポーツ・レーシングがALMSのLMP1クラスで、2009年と2010年には、インタースポーツ・レーシングとオートコンの両チームがALMSのP1カーにAER製エンジンで走っている。

### MZR-R
MZR-Rと呼ばれるP41は、マツダと共同開発した最初のAER製エンジンで、直列4気筒にシングルターボが付いた2.0リッターのエンジンで、P32Tのエンジン構造に基づいて作られ、LMP2カーに搭載して使用された。2007年のALMS開幕戦、セブリング12時間レースにB-K・モータースポーツが搭載し参戦、2008年もB-K・モータースポーツが搭載を継続した。2009年のALMSで、ダイソン・レーシングが2勝を上げた。
2010年に、P41は新しいブロックとシリンダー・ヘッドとパワーアップを果たした新型のP70に置き換えられた。新エンジンはLMP1クラスで使用する為、ターボチャージャー付きエンジンテクノロジーの最先端で、24時間レースの厳しさにも耐えられるように設計された。LMP1カーに搭載されるエンジンでは小排気量であるが、1気筒あたりの基準では、F1のエンジンを上回るパワーを発揮する。
2011年に、ダイソン・レーシングはALMSのLMP1クラスで、ドライバーズ、チーム、マニュファクチャラータイトルを総なめにした。ダイソン・レーシングはP70の使用を継続し、2013年のALMSでは、更に馬力とトルクを増したP90と呼ばれるエンジンにアップグレードした。
MZR-Rはインディ・ライツの新しい車両の搭載エンジンに選ばれ、マツダのロゴが入ったエンジンが2015年にデビューした。

### MZ-2.0T
2016年に、USCC（ユナイテッド・スポーツカー選手権）向けに市販車用エンジンをベースとしない、2リッター直4ターボのMZ-2.0Tをマツダと共同開発し、マツダのLMP2マシン(ローラ・B08/80)、2017年からはマツダのDPi車両(RT-24P)に搭載した。しかし車両・エンジン共にトラブルが多く苦戦を強いられたが、その後ヨースト・レーシングとのジョイント、エンジンもP91Bと呼ばれる新型に変更され、2019年第6戦ワトキンス・グレンで優勝、チーム初の優勝をワン・ツー・フィニッシュで飾った。

### P60
FIA 世界耐久選手権（WEC）のLMP1クラス用に設計された、2.4リッターV6ツインターボエンジン。2014年からバイコレス・CLM P1/01、レベリオン・R-Oneが使用。2018年からP60Bへと変更し、BRエンジニアリング・BR1、ジネッタ・G60-LT-P1に使用された。

## 主なレースの記録とタイトル
AER製エンジンは、多くの選手権と主要なレースで成績を挙げてきた。

### 1999年
- イギリスツーリングカー選手権（BTCC）：ローラン・アイエッロとボーダフォン・日産レーシングによるマニュファクチャラーズ、チーム、ドライバーズタイトル (SR20)
- BTCC：マット・ニールとチーム・ダイナミックスによる独立選手権 (SR20)

### 2000年
- BTCC：マット・ニールとチーム・ダイナミックスによる独立選手権 (SR20)
- スウェーデンツーリングカー選手権：トミー・ルスタードとElgh・モータースポーツによるドライバーズタイトル (SR20)
- FIA スポーツカー選手権：レッドマン・ブライトとSRLチームによるチームタイトル (P14)
- ル・マン24時間レース：マルチマティック・モータースポーツによるLMP675クラス優勝 (P14)
- グランダム・ロードレーシング SRIIクラス：アーチエンジェル・モータースポーツによるマニュファクチャラーズ、チーム、ドライバーズタイトル (P14)

### 2001年
- ル・マン24時間レース LMP675クラス：MG-ローラ・EX257（英語版）が予選にて、クラス1位2位を占める。リザルトは両車リタイヤ (P07)
- FIA スポーツカー選手権 SR2クラス：スポーツレーシング・チーム・スウェーデンとラリー・オベルト及びテッド・ビョルクによるチーム、ドライバーズタイトル (P14)
- グランダム・ロードレーシング SRIIクラス：アンディ・ラリーとアーチエンジェル・モータースポーツによるマニュファクチャラーズ、チーム、ドライバーズタイトル (P14)
- アメリカン・ル・マン・シリーズ（ALMS）：マニュファクチャラー・チャンピオン (P14)
- デイトナ24時間レース SRPIIクラス：アーチエンジェル・モータースポーツによるSRPIIクラス優勝 (P14)

### 2002年
- ALMSのLMP675クラス：ジョン・フィールドとナイトホーク・レーシングによるマニュファクチャラーズ、チーム、ドライバーズタイトル (P07)
- セブリング12時間レース LMP675クラス：インタースポーツ・レーシングによるLMP675クラス優勝 (MGブランドのXP20)
- プチ・ル・マン LMP675クラス：インタースポーツ・レーシングによるLMP675クラス優勝 (MGブランドのXP20)
- グランダム・ロードレーシング SRIIクラス：テリー・ボーチェラーとランド・レーシングによるマニュファクチャラーズ、チーム、ドライバーズタイトル (P14)
- ル・マン24時間レース：予選でAER製エンジン搭載車がLMP675クラスの1位2位3位を占める (P07)
- テレフォニカ・ワールドシリーズ・バイ・ニッサン：AER製エンジン搭載車が37台を占める (P14)

### 2003年
- FIA スポーツカー選手権 SR2クラス：ルッチアーニ・エンジニアニングによるチームタイトル (P14)
- ALMSのLMP675クラス：クリス・ダイソンとダイソン・レーシングによるドライバー、マニュファクチャラーズ、チームタイトル (P07)
- デイトナ24時間レース SRPIIクラス：チーム・シアトル/エセックス・レーシングによるクラス優勝 (P14)
- セブリング12時間レース LMP675クラス：ダイソン・レーシングによるクラス優勝 (P07)
- スーパーファンド・ワールドシリーズ・バイ・ニッサン：日産3.0リッターV6シリーズへの設計・マニュファクチャラー・トラック・サポート
- ワールドシリーズ・ライト：2.0リッターシリーズへの設計・マニュファクチャラー・トラック・サポート

### 2004年
- ALMSのLMP675クラス：ミラクル・モータースポーツによるチームタイトル (P14とP07)
- ル・マン耐久シリーズのLMP675クラス：クラージュ・コンペティションによるチームタイトル (P07)
- スーパーファンド・ワールドシリーズ・バイ・ニッサン：日産3.0リッターV6シリーズへの設計・マニュファクチャラー・トラック・サポート
- ワールドシリーズ・ライト：2.0リッターシリーズへの設計・マニュファクチャラー・トラック・サポート

### 2005年
- ALMSのLMP2クラス：インタースポーツ・レーシングによるマニュファクチャラーズ、チーム、ドライバーズタイトル (P07)
- ル・マン耐久シリーズのLMP2クラス：ガレス・エヴァンスとチェンバレン＝シナジー・モータースポーツによるマニュファクチャラーズ、チームタイトル (P07)

### 2006年
- ル・マン・シリーズのLMP2クラス：バラージ-イプシロンによるチームタイトルと、AER製エンジン搭載車による全戦のポールポジション獲得及び全勝 (全戦ポール・トゥ・ウィン)
- ル・マン24時間レースのLMP2クラス：RMLレーシングによるLMP2クラス優勝

### 2007年
- ル・マン・シリーズのLMP2クラス：RMLレーシングとマイク・ニュートン及びトーマス・エルドスによるマニュファクチャラーズ、チーム、ドライバーズタイトル (P07)

### 2009年
- ALMSのLMP2クラス：ダイソン・レーシングによるプチ・ル・マンでのポール・トゥ・ウィンと、ライム・ロック戦での優勝 (P41)
- アジアン・ル・マン・シリーズのLMP2クラス：ペスカロロ・マツダによる2回のクラス優勝 (P41)

### 2010年
- ALMSのLMPクラス：ダイソン・レーシングによるミッドオハイオ戦の優勝。マツダ、ダンロップ、カストロール並びにバイオ燃料であるイソブチルアルコールによる初の優勝 (P70)

### 2011年
- ALMSのLMP1クラス：ダイソン・レーシングによるミシュラン・グリーンX・チャレンジ選手権を含むマニュファクチャラーズ、チーム、ドライバーズタイトル (P70)

### 2012年
- ALMSのLMP1クラス：ダイソン・レーシングによるセブリング12時間レースとプチ・ル・マンでの優勝 (P70)

### 2019年
- WECのLMP1クラス：SMPレーシングがル・マン24時間レースで総合3位。年間チームランキングでも3位 (P60B)